# Льо Рьолкс
Льо Рьолкс (на френски: Le Rœulx) е град в Югозападна Белгия, окръг Соани на провинция Ено. Населението му е около 8000 души (2006).